# NRP Cachalote (S165)
O NRP Cachalote (S165) é um submarino da Classe Albacora. Operado com o nome Cachalote pela Marinha Portuguesa de 1969 a 1975, foi vendido em Julho de 2000 à França sendo que, posteriormente, a Marinha Francesa o cedeu ao Paquistão — onde actualmente é operado pela Marinha Paquistanesa com o nome PNS Ghazi.

## Equipamento
- 2 motores diesel
- 2 motores eléctricos
- Radar de superfície: Thomson CSF Calypso II
- Sonar Thomson Sintra DSUV 2

### Armamento
- 12 x tubos e torpedos de 550mm mod.